# El paseo 4
El paseo 4: La familia va a Miami es una película colombiana producida por Dago García, estrenada el 25 de diciembre de 2016. Protagonizada por Diego Vásquez, Aída Morales, María Margarita Giraldo, Víctor Tarazona, Manuela Valdés, Fernando Solórzano, Adelaida Buscató y Mijail Mulkay. Después de Colombia Magia Salvaje, es la segunda película colombiana más vista con 1.652.722 espectadores durante el tiempo que permaneció en cartelera.
Esta película es la cuarta versión de El paseo.

## Sinopsis
Este año, la familia Rubio va a Miami. Playa, brisa y mar con paseo de olla incluido. Así es el estilo de esta pintoresca familia que por casualidades del destino tiene la oportunidad de viajar a Miami. Por fin pasarán vacaciones en otro lugar diferente a su querido Sasaima. Pronto Miami recibirá a estos entusiastas turistas llenos de patriotismo que deslumbrados por la magia de la ciudad del sol intentarán dejar muy en alto el nombre de la patria. Y como por la maleta se conoce al pasajero, los Rubio-Cucalon haciendo gala de todo su encanto colombiano vivirán las más divertidas situaciones que dejarán sorprendido y encantado a más de un gringo desprevenido. ¿Sucumbirán los Rubio-Cucalón al sueño americano?

## Argumento
Alberto Rubio un maestro de obra, planea tomarse unos días de descanso con su familia en su natal y querida Sasaima, por lo cual decide hablar con su jefe para pedir los días. Mientras esperaba la respuesta de su jefe atiende una llamada en la oficina que resulta ser un concurso de una emisora reconocida. Alberto accede a participar y gana el concurso recibiendo como premio dos pasajes ida y regreso para Miami. 
Alberto emocionado le cuenta a su familia la posibilidad de irse de Vacaciones a Miami lo cual los emociona, con excepción de Erencinda quien le dice que mejor venda los pasajes y use el dinero para pagar deudas. Alberto se ilusiona con viajar con toda la familia y empieza a buscar el dinero para los pasajes de sus hijos y los gastos generales. Para ello vende el carro a su amigo Benitín quien también le recomienda no vender el carro o invertir el dinero en educación y no en viajes. Pero Alberto le responde que lo material se repone pero los recuerdos son para toda la vida. 
Mireya habla con su hermano Gustavo quien vive en Miami para que los deje quedar en su casa. Gustavo les dice sí pero luego le pide a su mamá Erencinda que impida el viaje ya que sus obligaciones como alto ejecutivo no le permiten estar con la familia, aunque la realidad es que Gustavo es un desempleado y mantenido por su esposa Lupe quien trabaja como empleada doméstica en una casa. Por tal razón, Erencinda sabotea la entrevista de solicitud de visado que a pesar del intento, la embajada les concede la visa a todos los miembros la familia.
Cuando la familia Rubio Cucalón llega a Miami, tienen problemas con los agentes de migración ya que Willian respondió "yes" a todas las preguntas dichas por los agentes. Después de entender que todo fue un malentendido porque Willian no sabía hablar inglés (cuyas clases del instituto fueron en vano) son liberados. En el aeropuerto, son recibidos por Gustavo quien convence a Lupe de usar la casa de sus jefes (que no se encontraban en la ciudad) como si fuera su casa para que siguieran creyendo su éxito como alto ejecutivo. En la Casa, la familia Rubio Cucalón disfruta de la piscina y usan los vehículos de los jefes de Lupe para pasear y salir a hacer compras. Sin embargo una de las vecinas se percata de todo lo que pasa e informa a los jefes de Lupe quienes los encuentran en la casa y los echan no sin antes despedir a Lupe de su trabajo.
La familia llega a la verdadera casa de Gustavo que es una casa rodante en un barrio de clase baja en Miami y descubren toda la verdad. La familia sigue en su plan de divertirse y por sorteo deciden que Willian visite el Zoológico de Miami mientras el resto de la familia va a la playa. En la playa, Alberto empieza a hacer un paseo de olla y consume alcohol cuando eso está prohibido en las playas, asimismo se pone a nadar en zonas prohibidas por lo cual son detenidos por Mendoza quien los lleva a la estación de policía. En la estación también llega Willian quien fue detenido por causar la muerte de una ave única en el mundo en el zoológico. Ya en libertad, Erencinda por sorteo viaja en Yate por Miami mientras el resto de la familia decide ir a la casa de Carlos Vives supuestamente a saludarlo. Los vigilantes niegan la entrada a Alberto y este decide hacer escándalo para que Carlos Vives los escuche, por lo que llega Mendoza con la policía y los detiene nuevamente. Sin embargo cuando iban a ser dirigidos a la estación, Alberto recibe una llamada de Carlos Vives quien les dice que lamentablemente estaba en Santa Marta y de haber sabido que estaban en Miami los hubiera recibido en su casa.     
De regreso a la casa de Gustavo, ven que Erencinda fue estafada por un colombiano buen mozo en el yate. La familia para animarla, la llevan a un restaurante típico colombiano a comer, en el restaurante Alberto se encuentra con Vargas, un viejo amigo de Sasaima quien los invita a cenar y les ofrece quedarse en su lujosa mansión. La familia accede y disfrutan de la piscina y los lujos de Vargas y su esposa. La familia viaja a los Parques acuáticos de Orlando con Vargas donde sacan a relucir sus colombianadas. Una tarde de descanso, Alberto le comenta a Mireya la posibilidad de quedarse ilegalmente en Estados Unidos y trabajar con Vargas pero la casa es allanada por la policía quien Detiene a Vargas y a su esposa por estar vinculados en Captación ilegal de dinero y trata de personas. Mendoza al no encontrar antecedentes en la familia Rubio Cucalón los deja libres pero le advierte a Alberto que si los vuelve a ver en problemas con la ley, enviaría a toda la familia a prisión.
La familia llega de nuevo a la casa de Gustavo donde los acepta nuevamente. Al día siguiente, Mabel huye dejando una nota en la cual dice que se queda en Miami trabajando con unas amigas y que no volverá con ellos. Alberto y Mireya se sientes tristes y preocupados por la huida de su hija mientras que Willian usando la clave de Mabel entra a su Facebook obteniendo las conversaciones y el punto de encuentro. Sin embargo Lupe se percata que el trabajo de Mabel es de damas de compañía para la mafia japonesa y deciden llamar a la policía donde Mendoza a pesar de los problemas accede a ayudarlos.
La familia con la policía llegan al lugar de encuentro y observan que habían sicarios japoneses en el lugar, estos al darse cuenta de la presencia de la policía toman de rehenes a Mabel y la amiga con la amenaza de asesinarlas si no se van. Willian intenta hablar con los sicarios en japonés (idioma que domina en vez del inglés) mientras Alberto entra sigilosamente rescatando a su hija y permitiendo que la policía detenga a los sicarios. Después de lo ocurrido, Alberto es condecorado con llaves de la ciudad por parte del alcalde de Miami y Mendoza le propone a él y su familia quedarse legalmente en Estados Unidos trabajando como policía cívico con sueldo en dólares. Pero Alberto no acepta la propuesta ya que considera que lo mejor es trabajar y salir adelante en su país. 
De nuevo en Colombia y de vuelta al trabajo, Alberto le cuenta a sus compañeros las experiencias en Miami, así como la propuesta de haberse quedado como policía cívico, pero sus compañeros no le creen ya que según ellos ningún colombiano rechazaría la posibilidad de vivir legalmente en Estados Unidos. Sólo Benitín le cree y le pregunta si en Estados Unidos todo es bonito como muestran en las películas. A lo cual Alberto responde que sí pero que él sigue prefiriendo a Sasaima.

## Reparto
- Diego Vásquez - Alberto Rubio (El papá)
- Aída Morales - Mireya Cucalón (La mamá)
- María Margarita Giraldo - Erencinda (La suegra)
- Víctor Tarazona - Willian (El hijo)
- Manuela Valdés - Mabel (La hija)
- Fernando Solórzano - Gustavo (Hermano de Mireya)
- Adelaida Buscató - Lupe (Cuñada de Mireya)
- Mijail Mulkay - Sanchez (Policía de Miami)
- Juan Carlos Arango - Vargas (Amigo de Alberto de Sasaima)
- Elizabeth Loaiza Junca - Laureen (Novia de Vargas)
- Valeria Chagüi - Lorena (Amiga de Mabel)
- Don Gellver de Currea - Benitín (Amigo y compañero de trabajo de Alberto)
- Carlos Gutiérrez - Alzate  (Compañero de trabajo de Alberto)